# Ostitán 2.ª Sección
Ostitán 2.ª Sección es una localidad del municipio de Huimanguillo ubicado en la subregión de la Chontalpa del estado mexicano de Tabasco.

## Geografía
La localidad de Ostitán 2.ª Sección se sitúa en las coordenadas geográficas 17°47′13″N 93°25′01″O / 17.786944, -93.416944, a una elevación de 26 metros sobre el nivel del mar.

## Demografía
Según el Conteo de Población y Vivienda 2020, efectuado por el Instituto Nacional de Estadística y Geografía, la localidad de Ostitán 2.ª Sección tiene 975 habitantes, de los cuales 480 son del sexo masculino y 495 del sexo femenino. Su tasa de fecundidad es de 2.37 hijos por mujer y tiene 248 viviendas particulares habitadas.
| Gráfica de evolución demográfica de Ostitán 2.ª Sección entre 1980 y 2020 |
|                                                                           |
| INEGI.                                                                    |